# Uperoleia minima
Uperoleia minima és una espècie de granota que viu a Austràlia.